# The Immortal Wars
The Immortal Wars è un film del 2017 diretto da Joe Lujan.
Pellicola di produzione statunitense con protagonisti Eric Roberts, Tom Sizemore e Shaun Gerardo.

## Trama
I Deviant sono una razza di esseri umani con straordinari poteri, per paura i governi mondiali cercano di sottometterli costringendoli a lottare tra di loro, ed il tutto è ripreso in diretta mondiale dal potente Dominion Harvey.

## Distribuzione
Il film è stato distribuito in Italia direttamente nelle piattaforme streaming.